# Лицарський замок
«Лицарський замок» (рос. «Рыцарский замок») — російський радянський художній фільм режисера Сергія Тарасова, знятий на кіностудії «Мосфільм» за участю кіностудії «Жанр» 1990 року. Фільм знятий за історичним романом О. Бестужева-Марлинського «Замок Нейгауза».

## Сюжет
Дія відбувається в XIV столітті. У фільмі показана епоха протистояння Лівонського ордена та Русі. Під час прикордонної сутички новгородський сотник Всеслав потрапляє в полон до благородного лицаря Ромуальда фон Нордека, і в його замку Нейгаузен чекає обмін військовополоненими. Господарі відносяться до полоненого, як до гостя. Незабаром замок відвідує далеко не настільки благородний лицар Евальд фон Мей, що поклав око на дружину Ромуальда Емму. Мріючи заволодіти і замком, і його господинею, Евальд викрадає Емму. Шляхетний Всеслав у відповідь на гостинність Ромуальда допомагає йому врятувати Емму. Однак минає час, і Всеслав з Ромуальдом знову зустрічаються на полі бою.

## В ролях
- Олександр Кознов - Всеслав, сотник новгородського князя
- Денис Трушко - барон Ромуальд фон Нордек
- Ольга Кабо - Емма, дружина Ромуальда
- Євген Парамонов - Евальд фон Мей
- Борис Хімічев - Зігфрід фон Мей, господар замку
- Олександр Іншаков - Конрад
- Лідія Аннаева - Анна
- Олексій Панькин - Андрій, остання робота в кіно
- Юрій Слободенюк - Павло, лучник новгородського війська
- Сергій Нечаєв - Саттар
- Сергій Тарасов - Манфред Вольф, Ливонський лицар, захоплений новгородцями
- Олексій Колесник - Ганс
- Євген Дегтяренко - Ріхард
- Ніжинський - хлопчик, який повідомив про наближення лівонців
- Олег Банников - епізод
- Михайло Бочаров - епізод
- Віктор Гончаров - епізод
- Юрій Крючков - епізод
- Володимир Ломізов - епізод
- Ю. Мамаєв - епізод
- Юрій Юрченко - епізод
- Сергій Кланівський - стражник Білл (немає в титрах)